# Richard Proenneke

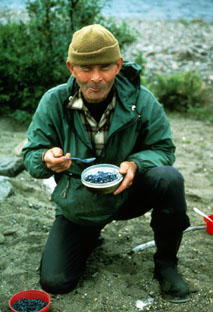
Richard Proenneke

Richard Louis „Dick“ Proenneke (* 4. Mai 1916 in Primrose, Iowa; † 20. April 2003 in Hemet, Kalifornien) war ein US-amerikanischer Hobbynaturforscher und Aussteiger. Er lebte über 30 Jahre lang allein in einem selbstgebauten Blockhaus am Ufer der Twin Lakes in Alaska und versorgte sich dabei durch Fischen, Jagen, Sammeln sowie durch gelegentlich eingeflogene Vorräte. Proenneke dokumentierte seine Aktivitäten während dieser Zeit in Tagebüchern und Filmen und zeichnete auch Wetterdaten und andere Parameter auf. Die Tagebücher und Filme wurden später von Dritten verwendet, um Bücher und Dokumentationen über sein Leben in der Wildnis herauszugeben.

## Leben
Proenneke entstammte einer Familie deutscher Einwanderer. Sein Vater, William Christian Proenneke, diente im Ersten Weltkrieg und arbeitete später als Brunnenbauer. Seine Mutter, Laura Proenneke (geborene Bonn), war Hausfrau. Seine Eltern heirateten 1909 oder 1910 und hatten drei Töchter und drei Söhne: Robert, Helen, Lorene, Richard (Dick), Florence und Raymond (Jake). In vielen Quellen wird das Jahr 1917 als Proennekes Geburtsjahr angegeben. Laut Daten aus Sozialversicherung und Volkszählung wurde er jedoch am 4. Mai 1916 in Primrose, Harrison Township im Lee County in Iowa geboren.
Proenneke schrieb sich einen Tag nach dem Angriff auf Pearl Harbor bei der United States Navy ein und diente als Zimmermann. In dieser Zeit zog er sich rheumatisches Fieber zu und lag für sechs Monate im Krankenhaus. Unterdessen endete der Zweite Weltkrieg. Noch im Jahre 1945 wurde Proenneke aus medizinischen Gründen wieder ausgemustert. Laut Proennekes Freund, dem Autor Sam Keith, war diese Krankheit sehr prägend für Proenneke. Sie war der Anlass, den Rest seines Lebens seinem Körper zu widmen.
Nach seiner Ausmusterung machte Proenneke eine Ausbildung zum Mechaniker für Dieselmotoren. Obwohl er sich dabei sehr geschickt zeigte, folgte er seiner Liebe zur Natur und zog nach Oregon, um dort auf einer Schafsfarm zu arbeiten. 1950 zog er nach Shuyak Island, Alaska.
Für mehrere Jahre arbeitete er dann auf dem Militärflugplatz in Kodiak als Maschinenarbeiter und Techniker, reiste eine Zeit lang durch Alaska und verdiente sein Geld als Lachsfischer und als Mechaniker. Er arbeitete für den Fish and Wildlife Service in King Salmon auf der Alaska-Halbinsel. Als talentierter Mechaniker war er gefragt, so konnte er sich ein finanzielles Polster schaffen, mit dem er sich dann an die Twin Lakes zurückzog.

## Rückzug in die Abgeschiedenheit

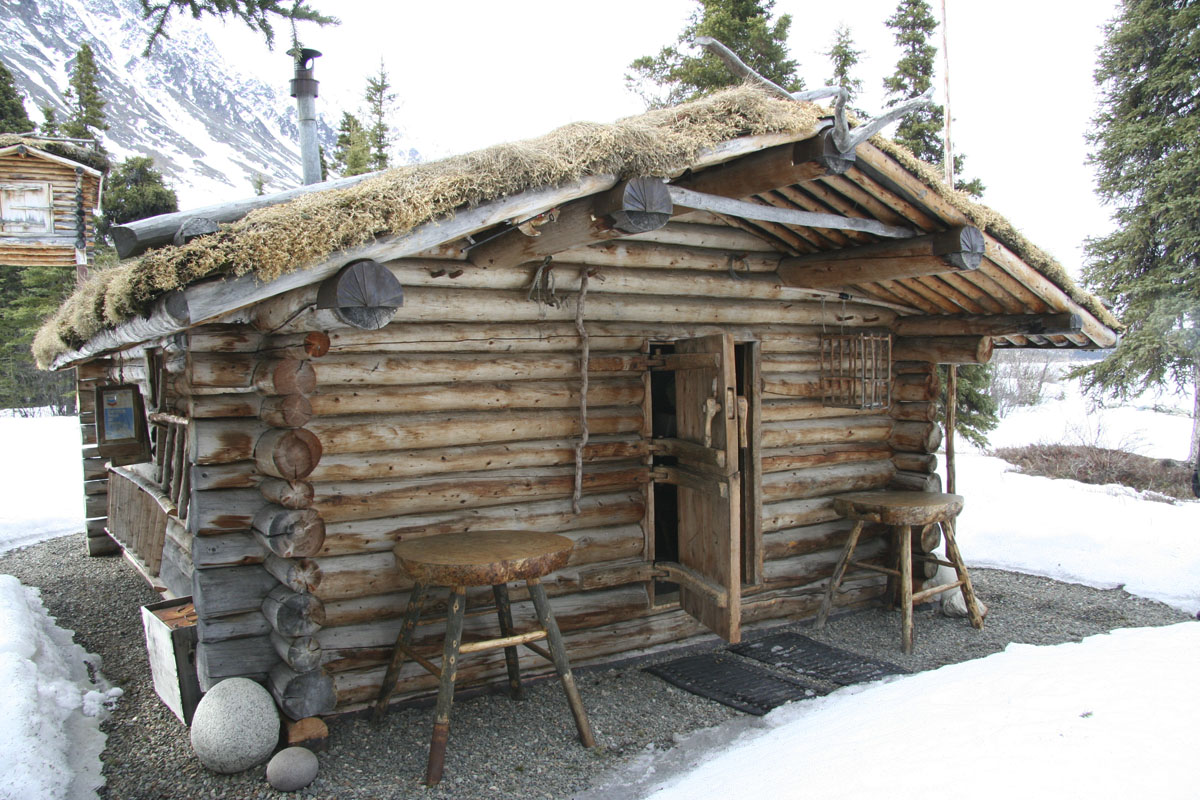
Proennekes Blockhütte

Am 21. Mai 1968, im Alter von 52 Jahren, begann Proennekes Zeit an den Twin Lakes. Vorher vereinbarte er mit dem Navy Captain Spike Carrithers und dessen Frau Hope aus Kodiak, dass er deren Holzhütte am oberen der zwei Seen nutzen dürfe. In der Nähe dieser Hütte errichtete Proenneke dann seine eigene Blockhütte (Lage).
Die selbstgezimmerte Hütte ist von „bemerkenswertem handwerklichen Können“, was Proennekes Geschick als Zimmermann zu verdanken ist. Der gesamte Bauprozess wurde von ihm gefilmt. Das Gebäude sowie die meisten Einrichtungsgegenstände bestanden aus Materialien aus der unmittelbaren Umgebung. Diese reichten von Kies vom Grund des Sees, der für das Hüttenfundament verwendet wurde, bis hin zu den Baumstämmen, die Proenneke selbst fällte, zusägte und mit Kerben für die Eckverbindungen der Wände versah. Die Fensteröffnungen wurden im Voraus geplant und passgenau eingeschnitten. Kamin, Herd und Schornstein wurden aus ausgegrabenen Steinen mit akribischer Genauigkeit errichtet. Er nutzte Metallbehälter zur Lagerung von Nahrungsmitteln. Große Blechdosen grub er bis unter die Frostgrenze in den Boden ein. So konnten Früchte und andere leicht verderbliche Lebensmittel über einen längeren Zeitraum in der kühlen Erde frisch bleiben und waren trotzdem immer noch erreichbar, wenn der Boden über ihnen bereits gefroren war. Proennekes Freund, der Buschpilot und Missionar Leon Reid „Babe“ Alsworth, flog ihn regelmäßig an, um seine Vorräte aufzufrischen. Über ihn konnte Proenneke auch Bestellungen im Kaufhaus Sears aufgeben.
Proenneke blieb 17 Monate bei den Twin Lakes. Dann besuchte er Verwandte und kümmerte sich um die weitere Versorgung mit Lebensmitteln. Im folgenden Frühjahr kehrte er zu seiner Hütte zurück und wohnte den größten Teil der nächsten 30 Jahre dort. Nur gelegentlich stattete er seiner Familie erneute Besuche ab.

## Tod und Vermächtnis
Im Alter von 82 Jahren kehrte Proenneke 1999 in „die Zivilisation“ zurück und lebte bis zu seinem Tod mit seinem Bruder Raymond „Jake“ Proenneke in Hemet in Kalifornien. Er starb mit 86 Jahren am 20. April 2003 an einem Schlaganfall. Seine Hütte vermachte er dem National Park Service. Sie ist heute eine Touristenattraktion in der abgelegenen Twin-Lakes-Region des Lake-Clark-Nationalparks. 2007 wurde Proennekes Hütte in das National Register of Historic Places, der Liste der Kulturdenkmale der Vereinigten Staaten, aufgenommen.
Sam Keith lernte Proenneke während dessen Arbeit in Kodiak kennen und ging oft mit ihm jagen und fischen. Er schlug vor, mithilfe der Aufzeichnungen in seinen Tagebüchern ein Buch zu schreiben. So veröffentlichte Keith 1973 One Man’s Wilderness: An Alaskan Odyssey, das auf Proennekes Tagebucheinträgen und Fotografien basiert. 1999 erschien von diesem Buch eine Neuauflage, die den National Outdoor Book Award (NOBA) gewann.
Proenneke fertigte Filmaufnahmen von seinem Leben in der Einsamkeit an, die später zusammengeschnitten und in der Dokumentation Alone in the Wilderness ausgestrahlt wurden. Der Film zeigt, wie Proenneke seine Hütte aus den natürlichen Ressourcen der Umgebung aufbaut und über die Landschaft, das Wetter und wildlebende Tiere berichtet. Dabei wird sein Alltagsleben während der Wintermonate gezeigt. Mit einer durchschnittlichen Bewertung von 8,9 von 10 Punkten gehört der Film zu den bestbewerteten Dokumentationen in der Internet Movie Database. 2011 produzierte man eine Fortsetzung, nachdem man feststellte, dass Proenneke genug Material für mindestens zwei zusätzliche Filme aufgezeichnet hatte. Alone in the Wilderness: Part 2 hatte seine Erstausstrahlung am 2. Dezember 2011.
2005 veröffentlichten der National Park Service und die Alaska Natural History Association More Readings From One Man’s Wilderness, eine weitere Zusammenstellung von Proennekes Tagebucheinträgen. Das Buch wurde von John Branson herausgegeben, einem langjährigen Mitarbeiter des Lake-Clark-Nationalparks und Freund Proennekes. Es behandelt die Jahre nach der Gründung des Nationalparks (1980). Proenneke pflegte eine enge Beziehung mit dem Personal des Parks, er half beim Filmen von schwer zugänglichen Gebieten und meldete, wenn Wilderer auftauchten.
Das Buch The Early Years: The Journals of Richard L. Proenneke 1967-1973 wurde 2010 ebenfalls von John Branson im Auftrag von Alaska Geographic herausgegeben. Diese Sammlung von Tagebucheinträgen behandelt Proennekes erste Jahre an den Twin Lakes mit dem Bau der Hütte. Die Einträge überlappen sich mit denen in One Man’s Wilderness: An Alaskan Odyssey. von Sam Keith. Im Gegensatz zu diesem hält sich Branson in The Early Years mehr an Proennekes ursprünglichen Schreibstil.